# شهرستان درو (آرکانزاس)
شهرستان درو، آرکانزاس (به انگلیسی: Drew County, Arkansas) شهرستانی در ایالات متحده آمریکا است که در آرکانزاس واقع شده‌است.

## خصوصیات
شهرستان درو ۲٬۱۶۵٫۲۴ کیلومترمربع مساحت دارد.